# 中谷村 (岡山県)
中谷村（なかだにそん）は、岡山県苫田郡にあった村。
現在の苫田郡鏡野町入、中谷、山城に当たる。

## 沿革
- 1889年6月1日 - 町村制施行に伴い、西西条郡 入村、中谷村、山城村が合併し、中谷村となる。大字入に役場を置く。
- 1900年4月1日 - 西西条郡が西北条郡、東南条郡、東北条郡と合併し、苫田郡となる。
- 1952年11月10日 - 大野村、小田村、香々美北村、香々美南村、芳野村と合併、鏡野町となる。

## 地名の読み方
- 入（いり）
- 中谷（なかだに）
- 山城（やましろ）

## 郵便番号（現在）
- 708-0351 苫田郡鏡野町入
- 708-0352 苫田郡鏡野町山城
- 708-0353 苫田郡鏡野町中谷